# Politică și delicatețe
Politică și delicatețe este o operă literară scrisă de Ion Luca Caragiale. 